# Supermarket Sweep (Britse spelshow)
Supermarket Sweep is een Britse spelshow die gebaseerd is op de originele Amerikaanse versie. Oorspronkelijk gepresenteerd door Dale Winton, liep de show precies 8 jaar, van 6 september 1993 tot 6 september 2001, en werd vervolgens van 12 februari tot 31 augustus 2007 hervat op ITV.
Op 13 oktober 2017 werd aangekondigd dat FremantleMedia de wereldwijde rechten op het format had verworven en bevestigde dat de serie zou terugkeren. Een vertegenwoordiger van Fremantle verklaarde dat "de tijd rijp is om deze geliefde spelshow, die al jarenlang met zoveel succes is uitgezonden, terug te brengen." Het bedrijf verklaarde tevens dat de nieuwe versie van de show "moderne technologie" zou integreren in het programma, wat de winkelgewoonten van de 21e eeuw weerspiegelt. Op 9 juli 2019 werd officieel bevestigd dat Rylan Clark-Neal later dat jaar een nieuwe versie van de show zou presenteren op ITV2.